# La Guerre (Rousseau)
Pour les articles homonymes, voir La Guerre.
La Guerre est une peinture à l’huile sur toile réalisée en 1894 par le peintre français Henri Rousseau.

## Description et interprétation
Au centre, une femme armée et farouche tient une épée et une torche. Cette sorte de Bellone, la déesse romaine de la guerre, chevauche un cheval qui ressemble plutôt à un monstre hybride. Le cheval du tableau contraste avec celui de La Carriole du Père Junier: noir, sauvage et hérissé, il représente la force brutale de la guerre. Sur son dos, la femme armée, laide et sauvage suggère que la guerre apporte la primitivité. Le bas du tableau montre les effets de la guerre : des cadavres qui sont la pâture de corbeaux. Les arbres nus et les branches cassées créent un paysage de désolation et font allusion à la mort, même si le rose des nuages et le bleu du ciel ne laissent pas percevoir le drame de la scène. La composition est pyramidale, avec les cadavres à la base, et le cheval et la femme au-dessus.

## Historique
Plus de vingt ans après le conflit franco-prussien de 1870 et la Commune de 1871, Rousseau, encore marqué par ces événements, peint La Guerre.
La toile a été exposée au Salon des Indépendants en 1894. La Guerre a été accueillie soit avec sarcasme, à cause de son apparence maladroite, soit avec enthousiasme, en raison de sa totale indépendance de style. Le jeune peintre Louis Roy écrit dans Le Mercure de France : "Cette manifestation a pu paraître étrange parce qu'elle n'évoquait aucune idée d'une chose déjà vue. N'est-ce pas là une qualité majeure ? Il [Rousseau] a le mérite, rare de nos jours, d'être absolument personnel. Il tend vers un art nouveau...".
Le tableau est conservé au Musée d’Orsay à Paris depuis 1986.

## Expositions temporaires
L’œuvre a été présentée dans plusieurs expositions temporaires, dont :
- Apocalypse hier et demain, BNF (site François Mitterrand), Paris, du 4 février au 8 juin 2025[1],[2],
- Le douanier Rousseau l'innocence archaïque, Musée d'Orsay, Paris, du 22 mars au 17 juillet 2016[3],